# Cassida nobilis
Cassida nobilis es una especie de insecto coleóptero de la familia Chrysomelidae. Se distribuye por el paleártico.